# Leucanopsis pulverea
Leucanopsis pulverea är en fjärilsart som beskrevs av William Schaus 1896. Leucanopsis pulverea ingår i släktet Leucanopsis och familjen björnspinnare. Inga underarter finns listade i Catalogue of Life.